# Тактическая группа (сухопутные войска)
Тактическая группа, ТГр — специальный военный термин, означающий временное (сводное) формирование сухопутных войск, созданное на период выполнения боевой (учебной) задачи путём усиления роты, батальона, полка, бригады подразделениями, не предусмотренными их организационно-штатной структурой.
По мнению западных военных специалистов, задействование тактических групп на поле боя повышает эффективность совместного использования подразделений различных родов войск и позволяет обеспечить необходимый уровень «тактической гибкости». Как правило, основой общевойсковой тактической группы является мотострелковые, механизированные, танковые, воздушно-десантные, аэромобильные, разведывательные (бронекавалерийские) части, усиленные подразделениями других родов войск (сил) видов вооружённых сил и специальных войск (инженерно-сапёрными, РЭБ, РХБЗ и тому подобное). В рамках дивизии возможно развёртывание бригадных или полковых тактических групп, в рамках бригады или полка — батальонных, в рамках батальона — ротных.   

## Употребление термина

### Вне государств СНГ
В армиях государств Организации Североатлантического договора термин тактическая группа используется для описания штатного (постоянного состава) формирования (рота/батальон), временно усиленного придаными подразделениями огневой поддержки для выполнения боевой задачи.
До начала внедрения бригад постоянного состава в 2003 году, в Сухопутных войсках США возможность развёртывания бригадных тактических групп была заложена в организационно-штатную структуру дивизий. Каждая бригадная тактическая группа может выставить от двух до пяти штатных батальонов с дивизионными средствами усиления. При этом соотношение количества батальонов различных типов в её составе предопределяет название бригадной тактической группы (пехотная, механизированная, танковая и т.п.). При проведении аэромобильных операций не исключается создание бригадных аэромобильных групп. На основе танкового батальона в ходе боя могут быть развёрнуты батальонные тактические группы (БТГр) в составе 2-3 танковых и 1-2 мотопехотных рот, разведывательных, зенитных, инженерных и других подразделений.
Тактика действующих самостоятельно боевых групп непостоянного состава (нем. Kampfgruppe), предназначенных для решения самостоятельных боевых задач в составе танковых, мотопехотных и самоходных артиллерийских подразделений, применялась германскими войсками в период Второй мировой войны как в наступлении, так и в обороне. В последнем случае такие группы использовались для оперативного усиления обороны и контратаки противника. Концепция комбинированных мобильных формирований в составе танков, мотопехоты и артиллерии создана Г. В. Гудерианом.

### В боевых уставах ВС СССР и ВС России
Среди терминов, применяемых в боевых уставах Сухопутных войск ВС СССР и Сухопутных войск ВС России, определение тактическая группа отсутствует.
Согласно советским и российским боевым уставам, по отношению к ротам и батальонам, которым были приданы для усиления танковые и артиллерийские подразделения, не использовались и не используются определения ротная тактическая группа или батальонная тактическая группа.
Подразделения, направленные мотострелковому или танковому батальону для усиления, именуются приданными подразделениями.
В качестве приданных подразделений для мотострелковой роты могут быть использованы:
- артиллерийская (миномётная) батарея;
- гранатомётное подразделение;
- противотанковое подразделение;
- инженерно-сапёрное подразделение;
- огнемётное подразделение;
- танковый взвод;

Приданные подразделение для танковой роты:
- артиллерийская (миномётная) батарея;
- инженерно-сапёрное подразделение;
- мотострелковое подразделение;

Приданные подразделение для мотострелкового (танкового) батальона:
- артиллерийский дивизион или батарея;
- зенитное подразделение;
- подразделения инженерных и химических войск;

То есть термины, которыми в НАТО обозначаются ротная тактическая группа или батальонная тактическая группа, в русской военной школе именуются усиленный батальон (батальон, усиленный приданными подразделениями) или усиленная рота (рота, усиленная приданными подразделениями).

### В СНГ

#### Россия
Первые упоминания в прессе применения батальонных тактических групп в ВС России относятся к боевым действиям в Чечне и Грузии.
В отличие от определения термина для армий стран НАТО, основа батальонной тактической группы представляла собой не штатный, а сводный батальон, личный состав в который набирался из разных подразделений полка, что было связано в первую очередь с неукомплектованностью личного состава: 

...В соответствии с решением Генштаба в военных округах создаются батальонные тактические группы со средствами усиления и стопроцентной укомплектованностью военнослужащими-контрактниками и солдатами, имеющими практический боевой опыт...
...Батальоны создаются на основе мотострелковых и общевойсковых бригад постоянной боевой готовности, в которых большой некомплект личного состава и боевой техники...
...Эти батальоны создаются в округах из-за того, что мотострелковые и общевойсковые бригады постоянной боевой готовности фактически не отвечают своему статусу – в них некомплект личного состава составляет от 30 до 50%, а также большой некомплект новой боевой техники и боеприпасов к ней. Особенно не хватает контрактников и военнослужащих, обладающих основными боевыми специальностями: механиков-водителей, операторов-наводчиков, гранатометчиков. Наибольший некомплект личного состава – до 50% – имеется в звене «взвод – рота». Эта картина характерна для всех военных округов...
В некоторых случаях для создания батальонной тактической группы привлекались подразделения из разных полков. К примеру, в ходе Второй чеченской войны на основе 245-го гвардейского мотострелкового полка и 99-го гвардейского самоходного артиллерийского полка была сформирована одна батальонная тактическая группа, выполнявшая боевые задачи в Урус-Мартановском районе Чечни. При формировании группы все остальные подразделения обоих полков были возвращены обратно в пункт постоянной дислокации в Мулино.
Также формулировкой «батальонная тактическая группа» иногда обозначалось сводное формирование, в состав которого, кроме мотострелкового батальона, в действительности входило другое подразделение такого же уровня. К примеру, артиллерийский дивизион.
По окончании чеченских войн в каждом мотострелковом полку 58-й общевойсковой армии была создана батальонная тактическая группа, представлявшая собой временное формирование уровня батальона с приданными подразделениями, поддерживаемое в высокой боевой готовности сроком на полгода:

Эти тактические группы были созданы по опыту первой и второй Чеченских кампаний, в каждую такую группу входил мотострелковый батальон с приданными подразделениями разведки, танковыми, артиллерийскими, ПВО, инженерными, связи, РХБЗ, а также подразделениями технического обслуживания и тылового обеспечения с необходимыми запасами. В течение шести месяцев они находились в двухчасовой боевой готовности к выполнению поставленных задач, затем их личный состав менялся.— генерал-лейтенант Анатолий Хрулёв
Состав:
- Управление БТГ

Батальонная тактическая группа СВ РФ на 2022 год.

  - Стандартные подразделения батальона
    - 3 мотострелковые роты
    - Миномётная батарея
    - Гранатомётный взвод
    - Взвод связи
    - Взвод обеспечения
    - Медицинский взвод

  - Приданные подразделения
    - Танковая рота
    - Разведывательная рота
    - Гаубичная артиллерийская батарея
    - Реактивная артиллерийская батарея
    - Противотанковая артиллерийская батарея
    - Зенитная ракетная батарея
    - Взвод БЛА
    - Инженерный взвод
    - Отделение РЭБ

#### Украина
В ходе войны на востоке Украины из-за высоких потерь и недостатка как в боевой технике, так и в людской силе, во многих подразделениях Вооружённых сил Украины вынуждены были перейти к формированию ротных тактических групп и батальонных тактических групп. Нехватка личного состава в некоторых бригадах достигала от 1000 до 1500 человек. В августе 2014 года во многих бригадах, участвующих в боях, командиры вынуждены были создавать батальонные тактические группы на основе не одного, а трёх батальонов.